# Елфрид Пејтон
Елфирд Пејтон Млађи (енгл. Elfrid Payton Jr.; Гретна, Луизијана, 22. фебруар 1994) амерички је кошаркаш. Игра на позицији плејмејкера, а тренутно наступа за Њу Орлеанс пеликансе.

## Каријера
Након завршене средње школе у којој је играо кошарку, каријеру је наставио на Универзитету Луизијана. Већ у првој сезони је имао добар статистички просек од 15,9 поена, 5,5 асистенција, 5,6 скокова и 2,4 украдених лопти по мечу. У својој последњој колеџ сезони просек је повећао на 19,2 поена по мечу уз 5,9 асистенција и 6 скокова. 2014. године одлучује се да изађе на драфт иако је могао још једну сезону да проведе на колеџу.

### НБА каријера
На НБА драфту 2014. године изабран је као 10. пик у 1. рунди драфта од Филаделфије. Међутим одмах након драфта је био трејдован у замену за хрватског кошаркаша Дариа Шарића у екипу Орланда. 2. јула потписује минималан уговор са Орландом. 16. јануара 2015. постиже рекордних 22 поена и 12 асистенција у поразу од екипе Мемфиса. 18. марта 2015. године постиже свој први трипл-дабл учинак у НБА лиги и то 15 поена, 12 асистенција и 10 скокова.

### Репрезентација
Био је члан јуниорске репрезентације САД која је наступала Светском првенству 2013. године у Прагу, на којем су освојили златну медаљу. У финалу су победили репрезентацију Србије. Просечно је постизао 6,1 поена и имао 3,3 скокова по мечу.

## Успеси

### Репрезентативни
- Светско првенство до 19 година:  2013.

### Појединачни
- Идеални тим новајлија НБА — прва постава: 2014/15.